# Eka Gurtskaia
Eka Gurtskaia (ეკა ღურწკაია) (Tbilisi, 1986) è una modella georgiana, incoronata Miss Georgia 2011 a Batumi il 20 settembre 2010. Eka Gurtskaia è la rappresentante ufficiale della Georgia a Miss Universo 2011, che si è tenuto a São Paulo, Brasile il 12 settembre 2011.